# سد لتیان

نمایی از رودخانه جاجرود در جلوی سد

سد لَتیان (نام پیشین: سد فرحناز پهلوی)، سدی است بر روی رودخانه جاجرود که در ۱۰ کیلومتری شمال شرقی تهران و در جنوب شهر لواسان قرار گرفته‌است. این سد بتنی یکی از منابع اصلی تأمین آب تهران است که ۳۰ درصد از آب شرب شهر تهران را تأمین می‌نماید.
این سد سالانه در حدود ۲۹۰ میلیون متر مکعب آب شرب و ۱۶۰ میلیون متر مکعب آب کشاورزی را تامین می‌کند و سالانه ۱۴۰ میلیون متر مکعب از سد لار به مخزن این سد منتقل شده و به مصرف آب شرب شهر تهران می‌رسد. در مجموع از مخزن این سد سالانه ۵۹۰ میلیون متر مکعب آب برای مصارف گوناگون برداشته می‌شود که حدود نصف  کل مصرف خالص آب شرب بخش خانگی کشور ۱۸ میلیونی هلند با ۸۶ میلیون متر مکعب مصرف خالص آب شرب در بخش خانگی در سال است.
این سد در سال ۱۴۰۴، به کمتر از ۹٪ از ظرفیت اولیه‌اش رسیده‌است.

## نام‌گذاری
این سد قبل از انقلاب اسلامی ایران سد فرحناز پهلوی نامگذاری شده بود؛ که پس از  انقلاب سد لتیان نام گرفت.
لتیان نام یکی از روستاهای زیر آب رفته دهستان لواسان کوچک بود که نزدیک‌ترین آن‌ها به دیواره سد لتیان محسوب می‌شد. ساکنان لتیان پس از فروش اراضی خود به دولت در محله‌های شهر لواسان ساکن شدند.

## موقعیت
این سد در جنوب شهر لواسان واقع گردیده‌است؛ در محلی که رودخانه برگ جهان به جاجرود می‌ریزد. دو پارک جنگلی به نام‌های لتیان و تلو دریاچه این سد را احاطه کرده‌اند. این سد در دره‌ای در میان کوه جاجرود و کوه بندک ساخته شده و در شمال آن کوه آلون قرار دارد.
این سد بر روی رودخانه «جاجرود» با سطح حوزه آبریزی به مساحت ۶۹۸۰۰ کیلومتر مربع و با متوسط جریان آب سالانه به میزان ۳۵۰ میلیون مترمکعب در فاصله ۵ کیلومتری شهر جاجرود قرار دارد.
این سد بتنی به منظور تأمین آب آشامیدنی تهران ساخته شده و علاوه بر تأمین آب آشامیدنی شهر تهران، برای آبیاری حدود ۳۰ هزار هکتار زمین کشاورزی نیز مورد استفاده قرار می‌گیرد.
در سال ۱۳۳۸ مطالعات این سد آغاز گردیده‌است. در سال ۱۳۴۲ عملیات احداث آن شروع و در سال ۱۳۴۶ به بهره‌برداری رسید.
این سد در سال ۱۴۰۴، تنها حدود ۷–۹٪ ظرفیتش ذخیره داشت. کاهش شدید ذخیرهٔ آب، باعث شده است که دسترسی به منابع آب قابل شرب برای ساکنان شرق تهران، از جمله لواسان و دماوند، در وضعیت مخاطره انگیزی قرار گیرد.

## هدف از احداث سد
تأمین آب شرب تهران به میزان ۲۹۰ میلیون مترمکعب از طریق تونل ۹٫۵ کیلومتری به تصفیه خانه تهرانپارس، تأمین آب زراعی دشت ورامین به میزان متوسط ۱۶۰ میلیون مترمکعب و همچنین تولید متوسط سالانه ۷۰۰۰۰ مگاوات ساعت انرژی برق–آبی جهت شبکه سراسری از اهداف اصلی احداث این سد بوده‌است. در ادامه توسعه منابع آب شرب برای مصرف روزافزون تهران بزرگ، از سال ۱۳۶۷ نیز سالانه به‌طور متوسط ۱۴۰ میلیون مترمکعب آب از سد لار، از طریق تونل انتقال لار–کلان به طول ۲۰ کیلومتر به نیروگاه کلان و سپس از آنجا به مخزن سد لتیان انتقال داده شده‌است؛ که این توسعه باعث بالا رفتن حجم آب قابل تنظیم سد لتیان به میزان ۴۱۰ میلیون مترمکعب شده‌است.
رودخانه جاجرود آبریز و تأمین‌کننده اصلی سد لتیان است. رودخانه‌های کُندرود (لوارک)، افچه، برگ جهان از دیگر آبریزهای این سد هستند.
کف دریاچه سد لتیان در ارتفاع ۱۶۰۰ متری از سطح دریا قرار دارد.
برخی محله‌هایی از شهر لواسان که در شمال دریاچه این سد قرار گرفته‌اند عبارتند از: سبو بزرگ، کلاک، ناران، گلندوک، جائیج، نجارکلا، ناظم آباد و شورکاب.
برای رسیدن به این سد دو مسیر وجود دارد. مسیر اول از تهران و از طریق جاده لشگرک و گردنه قوچک و مسیر دوم از طریق بزرگراه تهران-دماوند است.
در جنوب دیواره بتنی دریاچه، مجتمع مسکونی کارکنان سد لتیان قرار دارد. در جنوب غربی دریاچه روستای مسکونی غیرمجاز نصرت‌آباد قرار داشت که در دی ماه ۱۳۹۱ بدستور مقامات قضایی کلاً تخریب شد و ساکنان آن که همگی مهاجر و غیر بومی بودند را به ورامین انتقال دادند.
امروزه این سد به محل اصلی دفع فاضلاب رودبارقصران تبدیل شده‌است ولی در شهر لواسان به‌علت اجرای طرح سیستم فاضلاب شهری از ورود فاضلاب به سد لتیان جلوگیری می‌شود و فضولات به تصفیه خانه منتقل می‌شوند.
نیروگاه آبی سد دارای گنجایش ۴۵ مگاوات می‌باشد. نیروگاه کلان در فاصله ۲۰ کیلومتری در بالادست سد لتیان در منطقه کلان احداث گردیده‌است.